# Karen Maud Rasmussen
Karen Maud Rasmussen née le 27 juin 1906 à Copenhague et morte le 5 septembre 1994 dans cette même ville est une nageuse danoise ayant participé aux Jeux olympiques d'été de 1924.

## Carrière
Karen Maud Rasmussen remporte deux titres de championne du Danemark : un sur 100 mètres nage libre en 1923 en 1 min 28 s 40 et un sur 200 mètres brasse en 1925 en 3 min 40 s 30.
Elle fait donc partie de équipe danoise aux Jeux olympiques d'été de 1924. Engagée sur le 100 mètres nage libre, elle termine dernière de sa série en réalise 1 min 29 s ; elle ne se qualifie pas pour les demi-finales. Pour le 4 × 100 mètres, elle est membre du relais danois qui nage en 5 min 42 s 40 et termine au pied du podium.